# 罗耀拉朝圣所

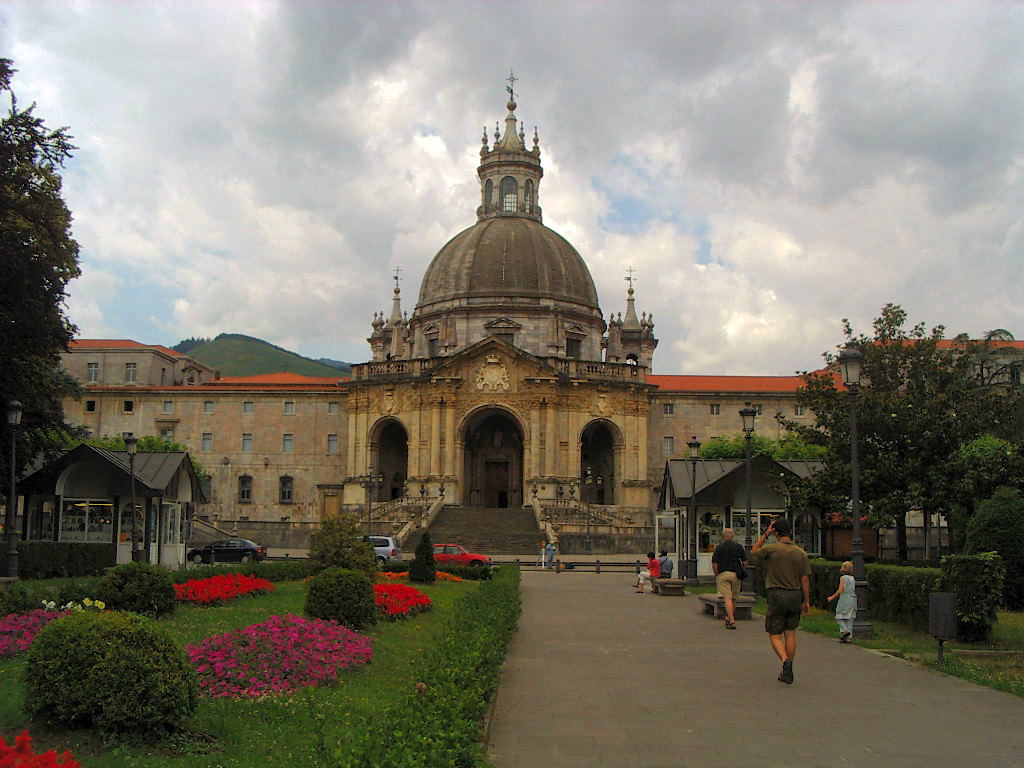
阿斯佩蒂亚的依纳爵·罗耀拉朝圣所

43°10′28.01″N 2°16′58″W / 43.1744472°N 2.28278°W
依納爵‧羅耀拉聖殿 (西班牙語：Santuario de Loyola) 是一组罗马天主教朝圣建筑，西班牙巴洛克风格 围绕耶稣会创始人圣依纳爵·罗耀拉的出生地而建。朝圣所位于西班牙巴斯克自治区阿斯佩蒂亚乌罗拉河畔的罗耀拉社区（当地意为粘土制成的铸造厂或者粘土制成的小屋。）
依纳爵·罗耀拉是罗耀拉勋爵贝尔特兰·伊布涅斯·德·奥萨兹（Beltrán Ibáñez de Oñaz）和玛丽娜·桑切斯·德·利科纳（Marina Sánchez de Licona）的儿子，这是比斯开一个重要的家族。1491年，他出生于罗耀拉的家中。
罗耀拉死后，他的出生地成了朝圣的地点。 在17世纪，耶稣会得到了他出生的房子。该修会在其创始人的出生地附近，建立了罗耀拉朝圣所。
1900年，耶稣会为朝圣所建造祭坛，聘请了金属制品艺术家普莱西多·祖洛阿加，他运用金银丝镶嵌技法，将金银镶嵌进铁中，创造出复杂的艺术品，赢得了国际成功。祖洛阿加的铁结构内有描绘圣依纳爵生平的雕刻, 支撑着何塞·费利佩·阿尔塔门迪工作室制作的十字架和烛台。

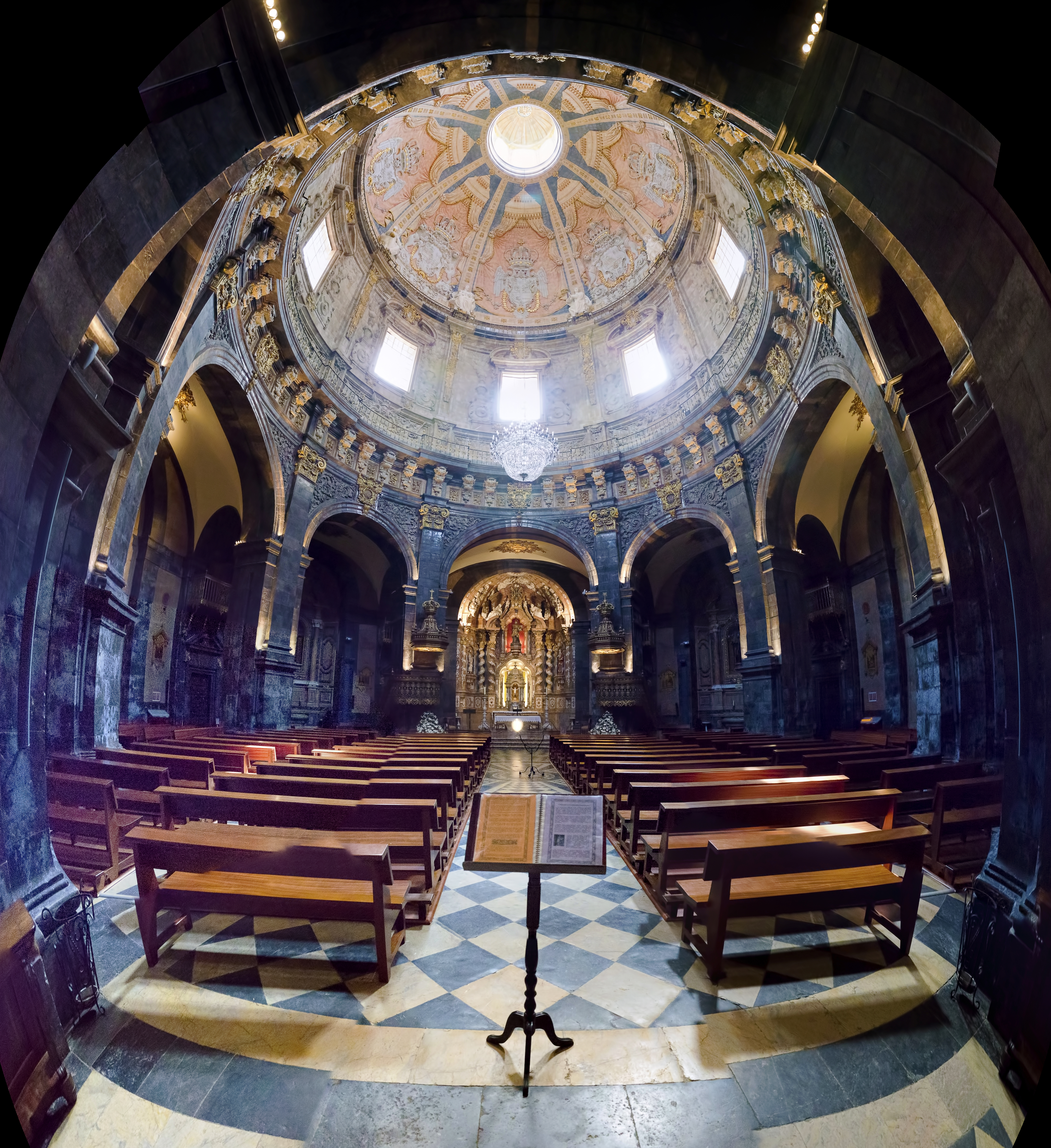

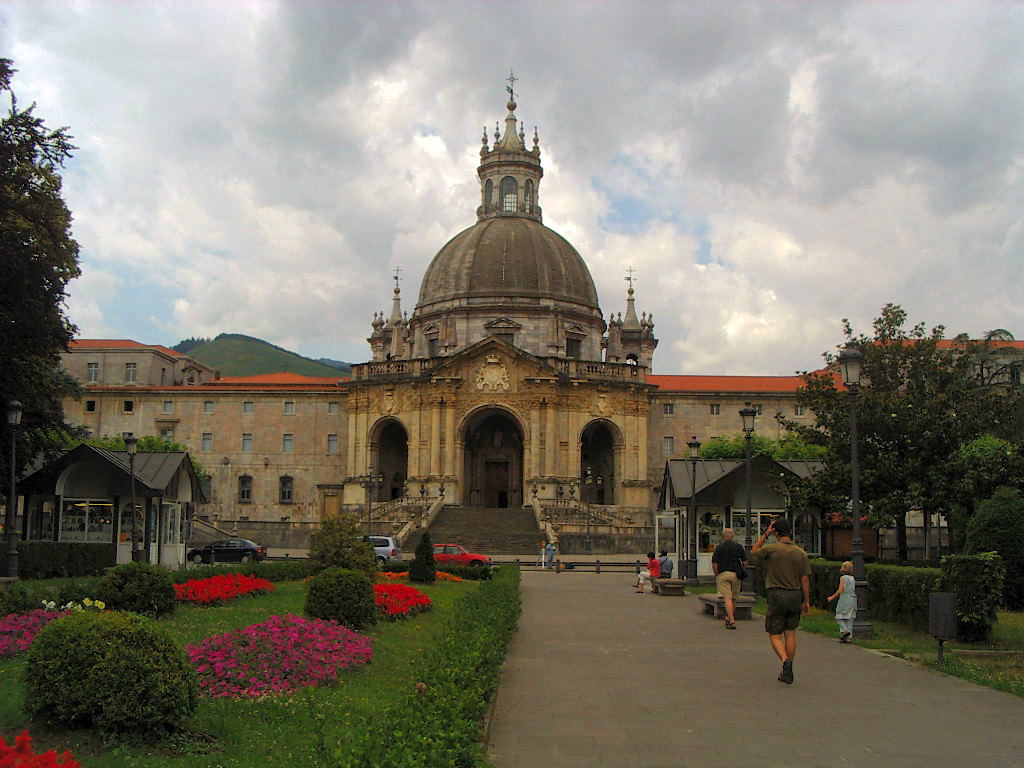
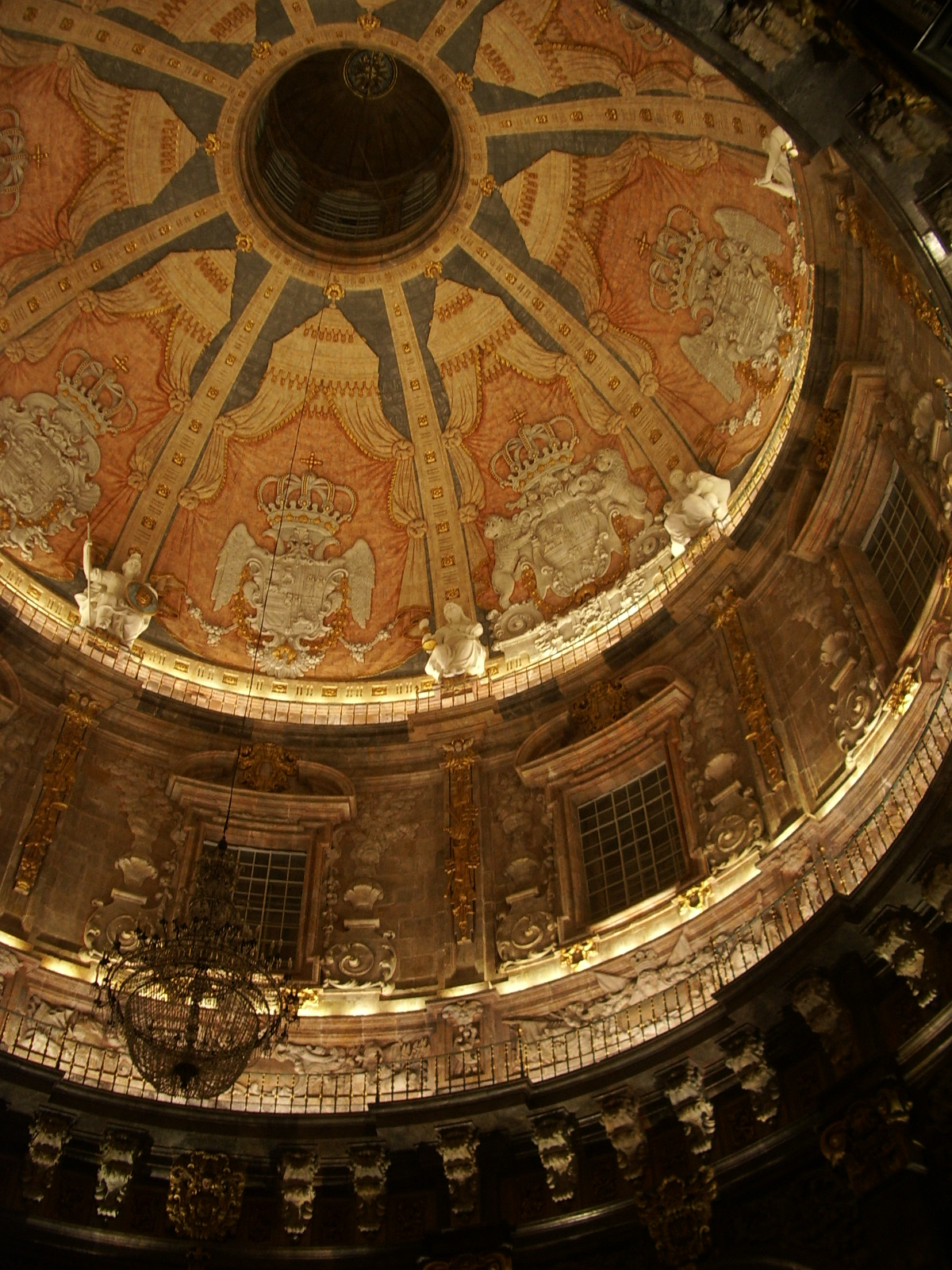
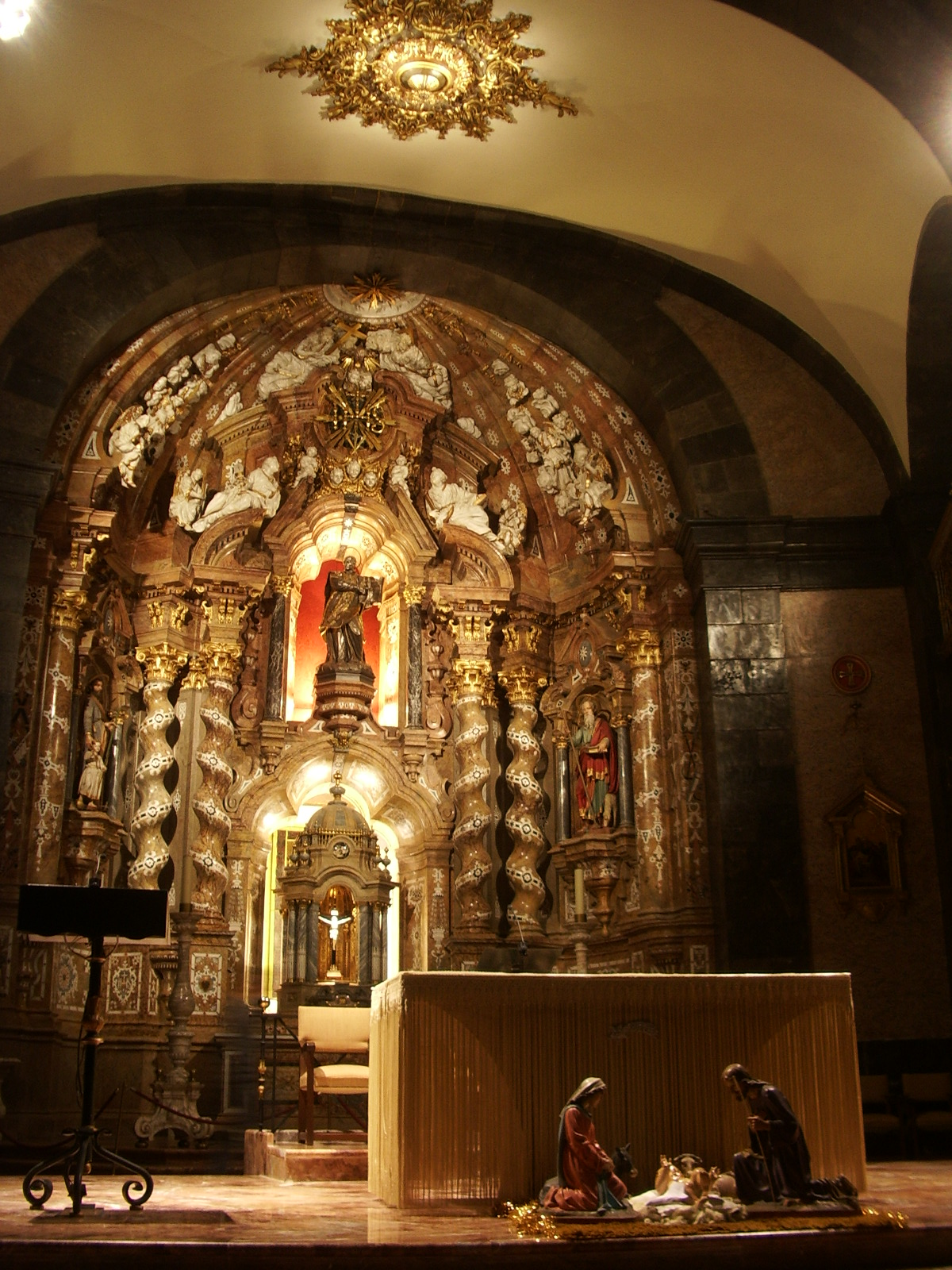
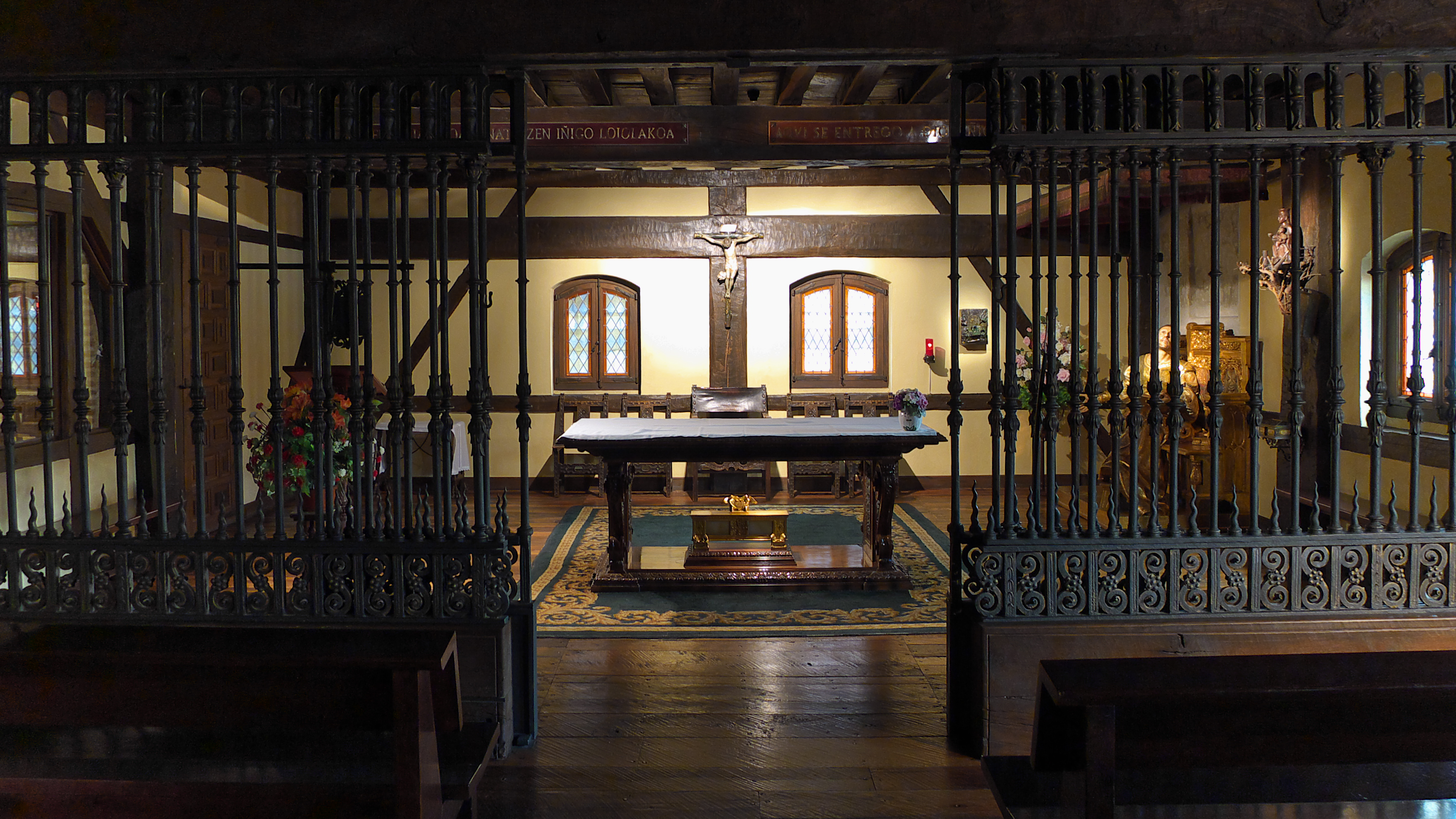
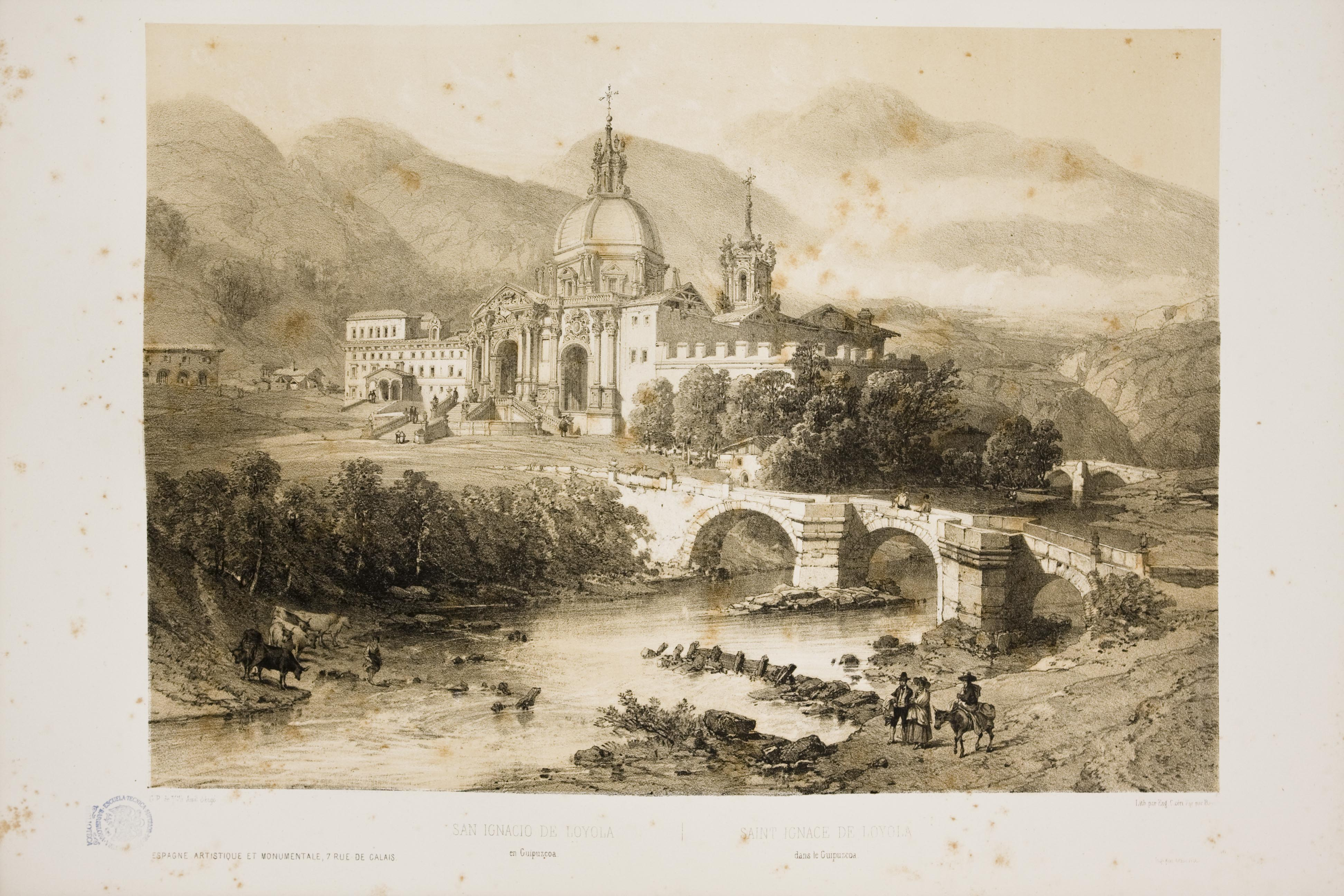
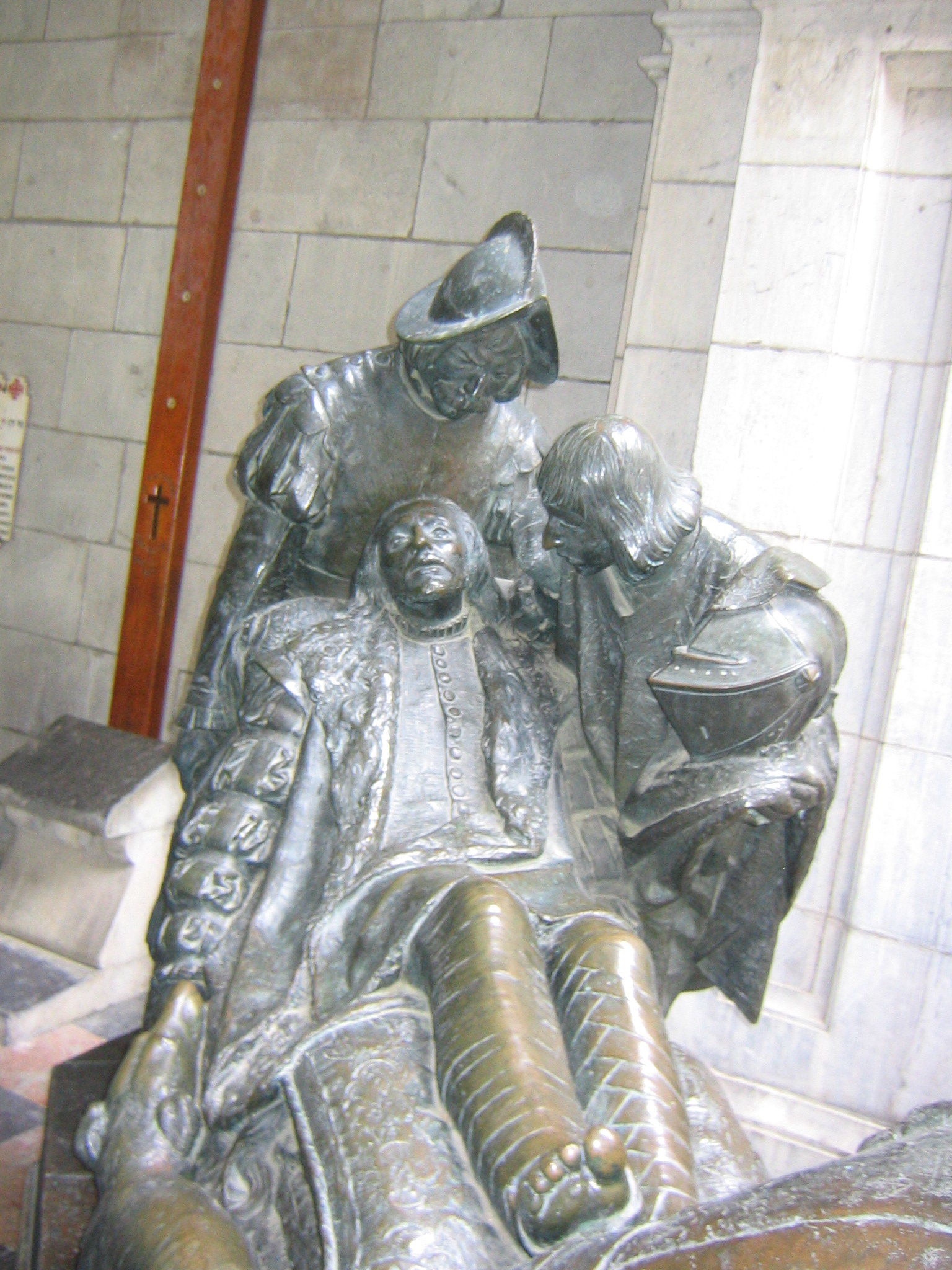